# Tribulus minutus
Tribulus minutus är en pockenholtsväxtart som beskrevs av Leichh. och George Bentham. Tribulus minutus ingår i släktet tiggarnötter, och familjen pockenholtsväxter. Inga underarter finns listade i Catalogue of Life.